# 班克内尔
班克内尔（Bankner），是印度德里North West县的一个城镇。总人口21085（2001年）。

## 人口
该地2001年总人口21085人，其中男性11588人，女性9497人；0—6岁人口3300人，其中男1853人，女1447人；识字率63.85%，其中男性为71.18%，女性为54.91%。